# Ekhtiarieh
Ekhtiarieh (en persan: اختیاریه) est un quartier au nord de Téhéran dans le district de Gheytarieh. 
Dibaji est une banlieue et consiste majoritairement en des maisons modestes, des appartements aussi bien que des boutiques éparses. En contraste avec plusieurs des districts chics et flashy qui l'entourent (comme Farmanieh et Shemiran), Dibaji est connu pour être modeste et religieux.
La zone est centrée autour du parc Dibaji, et le district est généralement considéré comme l'une des zones de Téhéran les plus vertes et les plus sûres.

## Histoire
En 1970, la plupart de Dibaji a été construite et en 1990 l'autoroute Sadr fut construit le long de sa limite nord en développement.